# Charles Louis Acar
Charles Louis Acar (Oudenaarde, 1804 – Bruxelles, 1877) è stato un pittore belga.

## Biografia
Formatosi nella città natale e quindi all'Accademia reale di belle arti di Bruxelles, dove fu allievo di Joseph-Denis Odevaere, cominciò l'attività espositiva in Belgio e viaggiò nei Paesi Bassi. Pittore versatile, fu autore di paesaggi, ritratti, scene di genere e opere sacre. Dipinse un Martirio di Santa Barbara per l'altare maggiore della Basilica di Sant'Ermete a Ronse, e una Vergine al tempio per la chiesa di Lotenhulle.